# Гидросульфид аммония
Гидросульфид аммония — неорганическое соединение, кислая соль аммония и сероводородной кислоты с формулой NH4HS, бесцветные кристаллы, хорошо растворимые в холодной воде, разлагаются в горячей воде.

## Получение
- Взаимодействие аммиака и сероводорода в эфире или пропуская избыток сероводорода через раствор аммиака:

{\displaystyle {\mathsf {NH_{3}+H_{2}S\ {\xrightarrow {0^{o}C}}\ NH_{4}HS}}}

## Физические свойства
Гидросульфид аммония образует бесцветные кристаллы тетрагональной сингонии, пространственная группа P 4/nmm, параметры ячейки a = 0,6011 нм, c = 0,4009 нм, Z = 2.
Летучий, давление паров при комнатной температуре составляет 350 мм рт. ст..
Хорошо растворяется в воде и этаноле.
Водные растворы имеют слабощелочную реакцию.
При длительном стоянии на воздухе раствор желтеет (окисляется до серы).

## Химические свойства
- При незначительном нагревании разлагается:

{\displaystyle {\mathsf {NH_{4}HS\ \xrightarrow {>20^{o}C} \ NH_{3}+H_{2}S}}}
- Разлагается разбавленными кислотами:

{\displaystyle {\mathsf {NH_{4}HS+HCl\ {\xrightarrow {}}\ NH_{4}Cl+H_{2}S\uparrow }}}
- Окисляется концентрированной азотной кислотой:

{\displaystyle {\mathsf {NH_{4}HS+3HNO_{3}\ {\xrightarrow {}}\ S\downarrow +2NO_{2}\uparrow +NH_{4}NO_{3}+2H_{2}O}}}
- Медленно окисляется на воздухе с образованием различных продуктов:

{\displaystyle {\mathsf {NH_{4}HS+O_{2}\ {\xrightarrow[{-NH_{3}}]{O_{2}}}\ S,(NH_{4})_{2}S_{n},(NH_{4})_{2}SO_{3}S}}}
- В избытке аммиака растворяет серу, образуя полисульфиды аммония:

{\displaystyle {\mathsf {NH_{4}HS+NH_{3}+({\mathit {n}}-1)S\ {\xrightarrow {}}\ (NH_{4})_{2}S_{n}}}}
- С горячим раствором гидросульфита аммония образует тиосульфат аммония[1]:

{\displaystyle {\mathsf {2NH_{4}HS+4NH_{4}HSO_{3}\ \xrightarrow {t} \ 3(NH_{4})_{2}S_{2}O_{3}+3H_{2}O}}}